# William Kroll (Musiker)

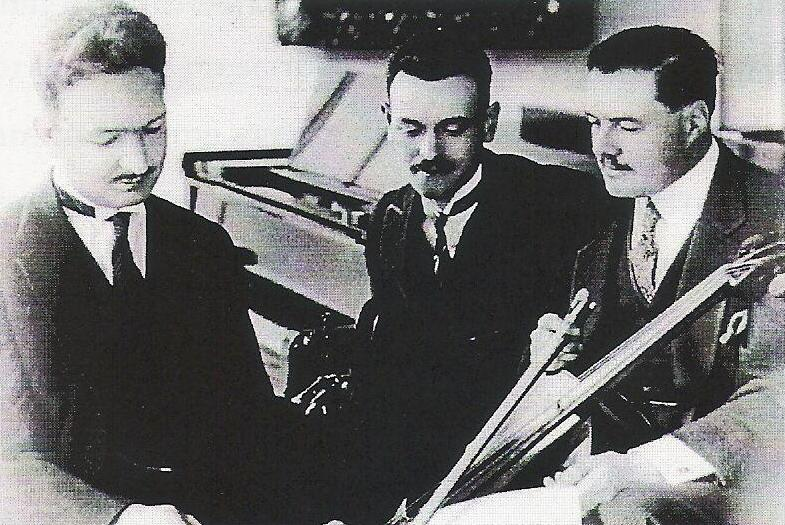
Elshuco Trio

William Kroll (* 30. Januar 1901 in New York City; † 10. März 1980 in Boston) war ein US-amerikanischer Geiger, Komponist und Musikpädagoge.
Kroll hatte den ersten Violinunterricht vierjährig bei seinem Vater. Von 1911 bis 1914 war er Schüler von Henri Marteau an der Musikhochschule Berlin. Bei Ausbruch des Ersten Weltkrieges kehrte er in die USA zurück. Dort studierte er von 1916 bis 1921 am Institute of Musical Arts (später: Juilliard School) in New York Geige bei Franz Kneisel und Komposition bei Percy Goetschius. Nach seinem professionellen Debüt 1915 in New York unternahm er Tourneen durch Europa und Amerika als Violinsolist. Als Kammermusiker war er von 1922 bis 1929 Mitglied des Elshuco Trio (mit Willem Willeke und Aurelio Giorni), ab 1923 des South Mountain Quartet und von 1936 bis 1944 des Coolidge Quartet (mit Nicolai Berezoswky, Nicolas Moldavan und Victor Gottlieb). Von 1944 bis 1969 leitete er das eigene Kroll Quartet mit Louis Graeler, Nathon Gordon und Avron Tverdowski.
Bereits früh und dann sein Leben lang widmete sich Kroll der Lehrtätigkeit: von 1922 bis 1938 am Institute of Musical Art, 1938 am Mannes College of Music, 1947 bis 1965 am Peabody Institute, 1964 bis 1967 am Cleveland Institute und ab 1969 am Queens College. Sein kompositorisches Werk umfasst neben einigen Werken für Orchester und für Streichquartett vor allem Stücke für Violine und Klavier, von denen es vor allem Banjo and Fiddle zu Berühmtheit brachte.